# Helicostylis salicifolia
Helicostylis salicifolia är en mullbärsväxtart som beskrevs av C.C.Berg. Helicostylis salicifolia ingår i släktet Helicostylis och familjen mullbärsväxter. Inga underarter finns listade i Catalogue of Life.